# Onze-Lieve-Vrouwekerk (Zele)

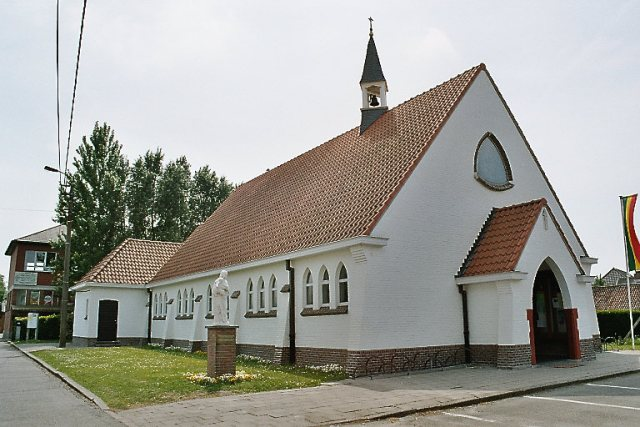
Onze-Lieve-Vrouwekerk

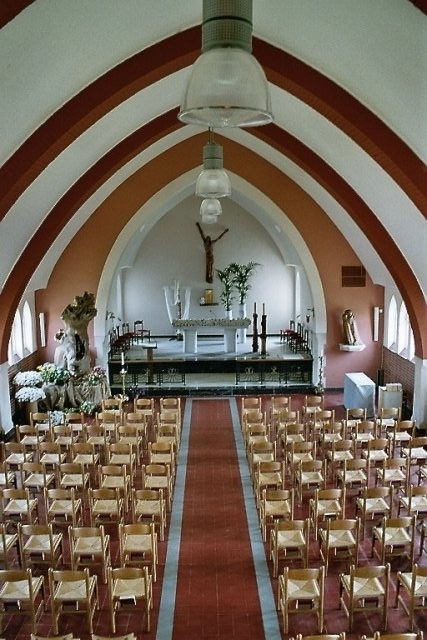
Interieur

De Onze-Lieve-Vrouwekerk (voluit: Onze-Lieve-Vrouw Koningin van de Wereldkerk) is een kerkgebouw in het tot de Oost-Vlaamse gemeente Zele behorende gehucht Avermaat.
Het betreft een hulpkerk die in 1955-1956 werd gebouwd naar ontwerp van Maurice Vermeiren. In 2008 werd het kerkje gerestaureerd.

## Gebouw
Het betreft een eenvoudige witgeschilderde zaalkerk onder zadeldak, in de stijl van moderne gotiek. Het kerkje heeft een vlak afgesloten koor, een vooruitspringend portaal en een klokkentorentje op het dak.
De kerk heeft kruiswegstaties van 1956 en een glas-in-loodraam voorstellende Maria met Kind.